# 今井日奈子
今井 日奈子（いまい ひなこ、1997年2月27日 - ）は、IBC岩手放送のアナウンサー。

## 来歴
神奈川県川崎市生まれ。立教大学経済学部経済学科卒業。
立教女学院中学校在学時にはNHK杯全国中学校放送コンテストに出場し、アナウンス部門で最優秀賞を受賞。そして立教大学在学時には放送研究会に所属し、それと並行してテレビ朝日アスクにも通っていた。
大学を卒業後、2019年4月にIBC岩手放送に入社。同期の弦間彩華とともに同局のアナウンサーになる。入社5年目の2023年10月7日からは『じゃじゃじゃTV』のMCを務めている。

## 担当番組

### テレビ番組
- じゃじゃじゃTV - 各コーナーリポーター（2019年 - ）[5]、MC（2023年10月 - ）

過去
- 暮らしを守る情報最前線[5]
- 金曜情報館[1]
- わが町バンザイ - ナレーター（2021年4月 - 2023年12月）[要出典]
- THE TIME,（TBSテレビ） - 「列島リアルタイム中継」リポーター（2021年10月 - 2025年3月）[SNS 5]

### ラジオ番組
- ワイドステーション - 金曜担当[6]
- 歌って!笑って!!民謡まわり舞台[6]
- 歌のない歌謡曲[6]

過去
- #げんまか？いまいか？…！ - 隔週出演[7]
- 農作業メモ[5]
- ゲツキンライブ1745 - 木曜担当[1]

### SNS出典
1. ↑  立教大学校友会 (2019年9月24日). “9月21日に岩手県盛岡市で行われた東北地区校友の集い♬...”. Facebook. 2024年6月13日閲覧。
2. ↑  小林茉里奈 [@marina_k224]; (2024年4月14日). “実は同じ大学で、放送研究会というサークルの後輩ちゃんなんです🤍”. Instagramより2024年6月13日閲覧.
3. ↑  IBC岩手放送 (2019年5月22日). “【ご挨拶】皆様、4月に入社いたしました、今井日奈子と弦間彩華です！...”. Facebook. 2020年10月15日閲覧。
4. ↑  IBC岩手放送 (2023年10月2日). “10月から【じゃじゃじゃTV】がリニューアル‼”. Facebook. 2024年6月13日閲覧。
5. ↑  THE TIME, [@thetime_tbs]; (2021年9月29日). “IBC岩手放送の今井 日奈子アナがプレゼン🙋”. Instagramより2024年6月13日閲覧.{{cite web2}}:  CS1メンテナンス: 余分な句読点 (カテゴリ)

### 上記以外の出典
1. 1 2 3 4  “今井日奈子アナウンサー”.   IBC岩手放送. 2021年8月15日時点のオリジナルよりアーカイブ。2024年6月13日閲覧。
2. 1 2  “Rethink岩手 〜盛岡の観光振興を考える〜” (PDF). 2023年 Rethinkフォーラム.  日本たばこ産業 (2023年12月24日). 2024年6月13日閲覧。ダウンロード元ページ：https://web.archive.org/web/20221005183659/https://www.rethink-pjt.jp/forum/review/
3. ↑  “過去の最優秀賞受賞者一覧”. NHK杯全国高校放送コンテスト.   全国放送教育研究会連盟. 2012年12月19日時点のオリジナルよりアーカイブ。2024年6月13日閲覧。
4. ↑  “2019”. 合格実績.   テレビ朝日アスク. 2024年6月13日閲覧。
5. 1 2 3  今井日奈子 (2019年10月25日). “いまい、ブログ、はじめました♪”. 今井 日奈子アナウンサーの日記.   IBC岩手放送. 2020年7月13日時点のオリジナルよりアーカイブ。2024年6月13日閲覧。
6. 1 2 3  “今井 日奈子”.   IBC岩手放送. 2023年10月12日時点のオリジナルよりアーカイブ。2024年6月13日閲覧。
7. ↑  “#げんまか？いまいか？…！”.   IBC岩手放送. 2020年5月12日時点のオリジナルよりアーカイブ。2024年6月13日閲覧。